# Velcevo, Veliko Tărnovo
Velcevo (în bulgară Велчево) este un sat în comuna Veliko Tărnovo, regiunea Veliko Tărnovo,  Bulgaria. 

## Demografie
Componența etnică a satului Velcevo
     Bulgari (61,01%)
     Nicio identificare (38,98%)
     Altele (0%)
La recensământul din 2011, populația satului Velcevo era de 118 locuitori. Din punct de vedere etnic, majoritatea locuitorilor (61,01%) erau bulgari. Pentru 38,98% din locuitori nu este cunoscută apartenența etnică.